# Station Oris-Eyrs
Station Oris-Eyers is een spoorwegstation aan de Vintzgouwspoorlijn bij het dorp Eyers in de gemeente Laas (Italië-Zuid-Tirol).
De stationsnaam wordt volgens de regels van Trenitalia in het Italiaans aangegeven, gevolgd door het Duits als lokale taal.